# Юльтимировка
Юльтимировка,  Юлтимер (баш. Юлтимер) — деревня в Бакалинском районе Республики Башкортостан Российской Федерации. Входит в состав Дияшевского сельсовета.
С 2005 современный статус.

## География

### Географическое положение
Расстояние до:
- районного центра (Бакалы): 21 км,
- центра сельсовета (Дияшево): 8 км,
- ближайшей ж/д станции (Туймазы): 70 км.

## История
Название происходит от личного имени Юлтимер
Статус деревня, сельского населённого пункта, посёлок получил согласно Закону Республики Башкортостан от 20 июля 2005 года N 211-з «О внесении изменений в административно-территориальное устройство Республики Башкортостан в связи с образованием, объединением, упразднением и изменением статуса населенных пунктов, переносом административных центров», ст.1:

6. Изменить статус следующих населенных пунктов, установив тип поселения — деревня:
7) в Бакалинском районе:…

я6) поселка Юльтимировка Дияшевского сельсовета

## Население
| 2002 | 2009 | 2010 |
| ---- | ---- | ---- |
| 301  | ↘294 | ↘274 |

Национальный состав
Согласно переписи 2002 года, преобладающая национальность — чуваши (85 %).